# Pseudochondracanthus
Pseudochondracanthus is een geslacht van eenoogkreeftjes uit de familie van de Chondracanthidae. De wetenschappelijke naam van het geslacht is voor het eerst geldig gepubliceerd in 1908 door Wilson C.B..

## Soorten
- Pseudochondracanthus diceraus Wilson C.B., 1908
- Pseudochondracanthus hexaceraus Wilson C.B., 1935
- Pseudochondracanthus pseudorhombi Yamaguti, 1939